# Drimys
Drimys é um género de plantas com flor, da família Winteraceae, que agrupa 7 espécies de plantas lenhosas sempre-verdes, nativas dos Neotrópicos, com distribuição natural desde o sul do México até ao extremo sul da América do Sul.

## Descrição
Os membros do género Drimys são dicotiledóneas primitivas, associadas à flora antárctica temperada húmida do Hemisfério Sul, que evoluíram há milhões de anos no antigo supercontinente Gondwana. Os membros do género têm geralmente casca e folhas aromáticas, e alguns são utilizados para extrair óleo essencial.
Espécies
Na sua presente circunscrição taxonómica, o género inclui as seguintes espécies:
- Drimys andina (Reiche) R.A.Rodr. & Quez. (sin. D. winteri var. andina) - sul e centro do Chile e adjacências da Argentina
- Drimys angustifolia Miers  - sul do Brasil
- Drimys brasiliensis Miers  - leste e sul do Brasil, nordeste da Argentina, Paraguai e Bolívia
- Drimys confertifolia Phil. - Ilhas Juan Fernández
- Drimys granadensis L.f. - do sul do México para sul até ao Peru
- Drimys roraimensis (A.C.Sm.) Ehrend., Silberb.-Gottsb. & Gottsb. - Sul da Venezuela e norte do Brasil, possivelmente oeste da Guiana
- Drimys winteri J.R.Forst. & G.Forst. - Sul e centro do Chile, sudoeste da Argentina

A espécie D. confertifolia é um endemismo das ilhas Juan Fernández, a 670 km da costa chilena, onde é uma árvore dominante nas florestas altas de planície e nas florestas montanhosas baixas das ilhas.
O género incluía anteriormente um número de espécies da Australásia, incluindo a pimenta-da-tasmânia, a espécie Drimys lanceolata. Estudos filogenéticos recentes levaram a um consenso crescente entre os botânicos para dividir o género em dois, com as espécies neotropicais a permanecerem no género Drimys, e as espécies australasianas a serem classificadas no género Tasmannia.